# المرس (المرس)
المرس هي إحدى مشيخات المملكة المغربية، تتبع جغرافيا لإقليم بولمان وإداريًا لالمرس. يقدر عدد سكانها بـ 1946 نسمة حسب الإحصاء الرسمي للسكان والسكنى لسنة 2004.